# Arwal
Arwal est une ville indienne située dans le district d'Arwal, dans l’État du Bihar. En 2001, sa population était de 130 996 habitants.

## Source de la Traduction
- (en) Cet article est partiellement ou en totalité issu de l’article de Wikipédia en anglais intitulé « Arwal » (voir la liste des auteurs).